# Tim Klijn
Tim Klijn (Wormerveer, 30 juni 1979) is een Nederlands diskjockey en presentator. In 2024 won hij de Gouden RadioRing in de categorie Beste presentator en Beste programma met zijn show de 538 Ochtendshow op Radio 538.

## Carrière
Klijn werkte in de jaren 90 achtereenvolgens voor Radio Heemskerk, Castricum 105, Zaanradio en streekradio Excellence. Voor de KRO en de AVRO presenteerde hij onder andere het Radio 3 nachtprogramma Pyjama FM, waarin nieuw talent werd opgeleid.
In oktober 1998 werd Klijn aangenomen bij Radio 538. In eerste instantie presenteerde hij het ochtendprogramma The Morning Jam, maar na de komst van Edwin Evers naar Radio 538 in 2000 kreeg hij een lunchprogramma op deze zender. Dit programma heette de eerste jaren Tim Klijn en vanaf 2006 LunchTim. Klijn werd wel de vaste vervanger van Edwin Evers.
Vanaf 6 januari 2014 ging Klijn het programma Greatest Hits tussen 10.00 en 12.00 uur presenteren.
Per februari 2015 verruilde Klijn Radio 538 voor Radio 10. Hier presenteerde hij de ochtendshow Tim in de Morgen. In eerste instantie was zijn sidekick nieuwslezer Nicolas Ruis, maar een aantal maanden later werd Cobus Bosscha de sidekick.
Vanaf januari 2017 was Klijn te beluisteren op Radio Veronica en was vanaf dat moment tevens de huisstem van deze zender. Hij presenteerde op Radio Veronica van januari 2017 tot oktober 2017 op werkdagen van 12.00 tot 16.00 uur zijn programma. En van oktober 2017 tot en met januari 2021 was hij tussen 13.00 en 16.00 uur te horen. Van februari 2021 tot en met december 2021 presenteerde Klijn, samen met Celine Huijsmans, de Veronica Middagshow van 16.00 tot 19.00 uur. Hij verving hier collega Dennis Ruyer, die weer een programma in de late ochtend ging maken. Eerder was hij al actief als invaller voor de middagversie van Veronica Inside Radio. In de periode 2017-2018 viel hij tevens weer in bij Evers Staat Op.
Sinds 10 januari 2022 presenteerde Klijn samen met Niels van Baarlen, Rick Romijn en Florentien van der Meulen, De Veronica Ochtendshow: Ook Goeiemorgen dat werd uitgezonden op werkdagen van 06.00 tot 09.00 uur. 
In april 2023 werd bekend dat Tim met Rick, Niels en Florentien overstapt naar 538 en daar de ochtendshow van Wietze de Jager en Klaas van der Eerden overneemt. Hoewel in eerste instantie bekend werd gemaakt dat de switch 'na de zomer zou ingaan, verzorgde het team van Klijn al op 30 mei een proefuitzending op 538 en namen ze per 5 juni 2023 de ochtendshow over. Het programma duurt vanaf die dag een uur langer, namelijk tot 10 uur. Klijn werd op 25 januari 2024 uitgeroepen tot beste presentator van 2023 tijdens het Gouden RadioRing-gala. Ook zijn programma viel in de prijzen en werd verkozen tot beste programma van het jaar.
In het najaar van 2024 was Klijn een van de presentatoren van het SBS6-programma De beste wensen, daarnaast verzorgde hij tevens de voice-over voor het programma.
Naast zijn radiowerkzaamheden is Tim Klijn te horen als voice-over in diverse televisieprogramma's (zoals Idols) en radio- en televisiecommercials.